# تابو (ممثلة)
تَبَسُم فاطمة هاشمي، تُعرف بإسمها الفني تابو (بالإنجليزية: Tabu)، (بالهندية: तबु)، (وُلِدت في 4 نوفمبر، 1971 في حيدر أباد، الهند)، هي مُمثِلة سينمائية هندية تعمل بالدرجة الأولى في صناعة الأفلام باللغة الهندية، كما عملت أيضاً في أفلام إقليمية بلغات مختلفة أخرى بما في ذلك اللغات التيلوغوية، التاميلية، الماليالامية، البنغالية والماراثية.
نظراً لكونها واحدة من أكثر الممثلات إنجازاً في الهند، غالباً ما لعبت تابو دور نساء مضطربات ومعقدات في مجموعة من الشخصيات، من الخيالية إلى الأدبية، في كل من السينما السائدة والمستقلة، وكذلك في بعض الإنتاجات الأمريكية. وفازت ضمن مسيرتها الفنية مرتين بجوائز الفيلم الوطني لأفضل ممثلة وستة مرات بجوائز فيلم فير بما في ذلك أربعة مرات بجوائز النقاد لأفضل ممثلة. في عام 2011 قامت حكومة الهند بتكريمها ومنحها بادما شري، وهو رابع أعلى وسام وجائزة مدنية في جمهورية الهند.

## الحياة المُبكرة

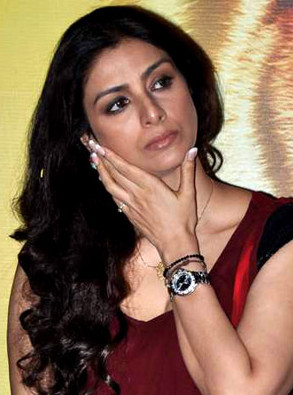
في مؤتمر صحفي عام ٢٠١٢

وُلِدت تابو في 4 نوفمبر، 1971 بِحيدر أباد، الهند تحت اسم تَبَسُم هاشمي وهو اسم عربي مُشتق من كلمة "ابتسامة"، عائلتها مسلمة ووالدها يُدعى جمال هاشمي ووالدتها اسمها رضوانة، عندما كانت رضيعة تطلق أبويها وتركها والدها لذا نشأت تابو مع أُمها رضوانة التي كانت تعمل كمُعلمة في إحدى المدارس، شارك والدتها في تربيتها جدها محمد إحسان الذي كان يعمل أستاذاً للرياضيات، وجدتها التي كانت تعمل كأستاذة للأدب الإنجليزي. درست في مدرسة سانت آنز المتواجدة في حيدر أباد، ثُمّ انتقلت تابو في عام 1983 إلى مومباي حتى تُكمل دراستها في كلية سانت كزافييه، بقيت في تلكم الكلية لمدة عامين.
يجب الإشارة إلى أنَّ تابو تنتمي لعائلة فنية فهي ابنة عم للممثلة شبانة عزمي والمصور السينمائي بابا عزمي وشقيقتها الصُغرى هيّ الممثلة فرحناز هاشمي. تتحدث تابو الكثير من اللغات من ضمنها اللغة الهندية والأردية واللغة التيلوغوية والإنجليزية واللغة الماليالامية واللغة التاميلية واللغة البنغالية والمراثية.

## وصلات خارجية
- تابو على موقع IMDb (الإنجليزية)
- تابو على موقع قاعدة بيانات الأفلام العربية
- تابو على موقع ألو سيني (الفرنسية)
- تابو على موقع أول موفي (الإنجليزية)
- تابو على موقع إن إن دي بي (الإنجليزية)
- تابو على موقع قاعدة بيانات الفيلم (الإنجليزية)
- تابو على موقع كينوبويسك (الروسية)